# Lauren Barfield
Lauren Barfield (Tacoma, 15 marzo 1990) è una pallavolista statunitense, centrale dello Sm'Aesch Pfeffingen.

## Carriera

### Club
La carriera di Lauren Barfield inizia a livello scolastico con la Newport HS di Bellevue. Continua poi a giocare per la Washington, prendendo parte alla NCAA Division I dall'edizione 2008 all'edizione 2011 ed ottenendo come miglior risultato due finali regionali.
Inizia la carriera professionistica nella stagione 2012-13, giocando per l'ASKÖ Linz-Steg nella 1. Bundesliga austriaca. Nella stagione successiva passa al Legionovia, squadra militante nella Liga Siatkówki Kobiet polacca.
Nel campionato 2014-15 gioca nella 1. Bundesliga tedesca col Köpenicker, dove resta per due annate, approdando poi alla formazione rivale dello Schweriner nel campionato 2016-17: vi milita per un quinquennio, aggiudicandosi due scudetti, due Coppe di Germania, insignita del premio di miglior giocatrice dell'edizione 2020-21, e quattro Supercoppe tedesche.
Torna in forza al Legionovia nella stagione 2021-22, tuttavia, nel novembre 2021, lascia il club per andare a giocare nella Lega Nazionale A svizzera con lo Sm'Aesch Pfeffingen per il resto dell'annata.

## Palmarès

### Club
- Campionato tedesco: 2

2016-17, 2017-18
- Coppa di Germania: 2

2018-19, 2020-21
- Supercoppa tedesca: 4

2017, 2018, 2019, 2020

### Premi individuali
- 2021 - Coppa di Germania: MVP